# Sint-Maarteninstituut (Aalst)
Het Sint-Maarteninstituut is een katholieke secundaire school in Aalst. Het vormt samen met het technisch instituut Sint-Maarten een katholieke scholengemeenschap. Het Sint-Maarteninstituut bouwt als aso-school voort op de lange traditie van het klein college van Aalst.

## Aanbod
De school biedt in de eerste graad de basisopties Latijn, Wetenschappen, Economie en Talen aan. Vanaf de tweede graad biedt het Sint-Maarteninstituut zowel de doorstroomfinaliteit (het vroegere aso) als de dubbele finaliteit (het vroegere tso) aan. Je vindt er volgende studierichtingen terug:
- Latijn-Grieks, Latijn-wetenschappen, Latijn-wiskunde en Latijn-moderne talen, moderne talen, moderne talen-wetenschappen, economie-moderne talen, economie-wiskunde, wetenschappen-wiskunde en humane wetenschappen (doorstroomrichtingen)
- bedrijfswetenschappen en taal-en communicatiewetenschappen (domeingebonden doorstroomrichtingen)
- bedrijfsondersteunende informaticawetenschappen, applicatie- en databeheer, bedrijf en organisatie, taal en communicatie (dubbele finaliteit)

## Historiek
De school ontstond tijdens de eerste schoolstrijd van 1879. Carolus De Blieck, deken van Aalst van 1851 tot 1889, zorgde ervoor dat er tussen 1879 en 1881 maar liefst 6 nieuwe katholieke lagere scholen en 4 kleuterscholen werden toegevoegd aan het katholieke net. Met de financiële steun van baron Paul de Bethune en onder invloed van de plotse sluiting (september 1880) van de school van de Broeders van de Christelijke Scholen op het Keizerlijk Plein, werd er een bisschoppelijk college opgericht in oktober 1881. Pas in 1883 belandde de school op zijn huidige locatie aan het Esplanadeplein, de vroegere Koolenmerkt. In de beginjaren was de school echter bedreigd, omdat Antoon Stillemans, conservatieve bisschop van Gent van 1889 tot 1916 het Sint-Livinusgesticht van de Broeders van de Christelijke Scholen opnieuw wou laten opstarten ten nadele van het bisschoppelijk college. Mogelijk was er een verband met de positie van priester Daens die, tegen de officiële lijn van het bisdom, nogal wat sympathie genoot in het college. Met enige toegevingen (geen drukwerk meer bij Daens) kon het college blijven bestaan.
Ook de Eerste Wereldoorlog was voor het klein college een moeilijke periode. Het werd getroffen door het Duits bombardement op Aalst van 26 en 27 september 1914. Na de Duitse inval werden belangrijke Duitse administratieve diensten zoals de Kommandantur, het Meldebüro en het Passbüro ondergebracht in het woonhuis van de priesters. Gelukkig konden de lessen nog doorgaan. In oktober-november 1917 werd de school volledig opgeëist om Duitse piloten en een drukkerij in onder te brengen. Niettemin konden de lessen doorgaan omdat de leerlingen de inboedel van de klassen konden verhuizen naar onderkomens verspreid over de stad.
Tijdens het interbellum begon de vervlaamsing in de school nog voor de eigenlijke wet was gestemd. Onder invloed van de toenmalige directeur ("superior" genoemd) Frans Poelaert, was dit proces van vernederlandsing reeds vlak na de oorlog, in 1919 ingezet. Toch werden tot in 1929 sommige vakken (o.a. handelscorrespondentie, handelswetenschappen, maar ook algebra, en uiteraard Frans) uitsluitend in het Frans onderwezen, zoals toen gebruikelijk was in de meeste Vlaamse middelbare scholen. Bovendien moesten de leerlingen van de middelbare klassen onder elkaar Frans spreken tijdens de recreaties.
Onder leiding van superior Poelaert (1915-1933) werd het ”Klein College” verder uitgebouwd. Er kwamen klassen bij (de uitbouw van een "hogere cyclus"), zodat de infrastructuur moest worden uitgebreid. Ook het aantal leerlingen ging in stijgende lijn. Ondanks dit succes werd de superior "weggepromoveerd", mogelijk omdat hij de vervlaamsing wat al te voortvarend doorvoerde.
Tijdens de Tweede Wereldoorlog werden de gebouwen opnieuw door de Duitsers opgeëist als "Orts- und Kreiskommandantur". 
Na de oorlog ging het leerlingenaantal terug in stijgende lijn. Het klein college werd nu echt groot want er was een hogere cyclus en een studierichting Latijn-wiskunde (1950) bijgekomen. In 1956 waren er meer dan 1500 leerlingen. In de 2de schoolstrijd (1954-1958) liet de school zich niet onbetuigd: superior De Keersmaecker (1953-19657) ontpopte zich tot een veelgevraagde en vlijmscherpe spreker op vele infovergaderingen. In het (oud)leerlingenblad Kontakt werden ettelijke bladzijden besteed aan de Wet Collard van 1955. Een ander gevolg van de schoolpolitiek van de toenmalige paarse regering Achiel Van Acker was de oprichting van een filiaal in Lede en het verschijnen van steeds meer leken-leraars (27 in 1960).
De democratisering van het onderwijs in de jaren 1960-1970 zorgde opnieuw voor een toename van het aantal leerlingen: 3.261 in 1965 (alle vestigingen samen). Nieuwe studierichtingen werden toegevoegd: een Wetenschappelijke B in 1961, een Latijn-Wetenschappen in 1962. De school kampte met plaatsgebrek, en zocht uitbreiding door oude textielfabriek Van Ghysegem-De Kegel aan te kopen. In de aangepaste gebouwen werd in 1962 de Vrije Katholieke Handelsschool ondergebracht, de voorloper van de handelsafdelingen van het Sint-Maarteninstituut. In 1965 werd met een studierichting Latijn-Grieks de humaniora nagenoeg volledig.
In 1959 werd de basis gelegd van wat in 1961 door dirigent M. Ghijs de Schola Cantorum Cantate Domino werd gedoopt. De eerste buitenlandse optredens lieten niet lang op zich wachten. Ook Leuven-Vlaams ging niet onopgemerkt voorbij. Jan Verroken genoot als leraar en streekgenoot heel wat sympathie bij leraars en leerlingen.
Het 100-jarig bestaan (1981) werd gevierd met een historische en artistieke tentoonstelling in het Oud Hospitaal, een reeks voordrachten over o.a. economie, sport,... door oud-leerlingen; en een jubileumboek 100 jaar Sint-Maarteninstituut.

## Vanaf de jaren 80
Vanaf de jaren 80 werden in de technische afdeling nieuwe afdelingen ingericht: Informatica en Moderne Talen (‘83), Boekhouden-Informatica en Onthaal-Public Relations (’93), Informaticabeheer (’99). In 1990 werd er ook al gestart met een 7de (specialisatie) jaar. Ook de avondschool, Vrije Taal- en Handelsleergangen, volgde deze trend : informatica (’83) en informatieverwerking (’84), Italiaans (’86), Tekstverwerking (’87), Beurs en Financiën (’88), Toepassingssoftware (’90), Portugees (‘99), Informaticabeheer (2000), modulair onderwijs (zoals fotoshop in 2002), Grieks, Zweeds en Arabisch (2003). 
Een ander verschijnsel waren de fusies: na de basisschool in de jaren 60, was het in het begin van de jaren 80 de beurt aan de handelsschool. In 1982 ging de VKH, Vrije Katholieke Handelsschool, samen met de technische scholen in Erembodegem en Haaltert, zodat ook daar een onderwijsaanbod gehandhaafd kon worden. De avondschool had in de jaren 80 ook enkele kleinere afdelingen overgenomen (Borsbeke, Oudegem, Baardegem). In 2002 nam het ook het CVO van Dendermonde over. In de humaniora begon de fusie met de naburige meisjesschool Sint-Jozef in 1998 (1e graad). Zo’n 10 jaar na de val van de Berlijnse Muur verdween ook het muurtje tussen het SMI en het Sint-Jozefinstituut (de meisjesschool). De basisschool volgde dit goede voorbeeld een jaar later.
Inherent aan deze uitbreidingen waren de bouwdossiers: in 1980 verwierf het SMI in de Vrijheidsstraat het Internaat Maria Onbevlekt van de Broeders van Sint-Jan de Deo, dat door het VTI als internaat gebruikt werd. Het volgend schooljaar (1981-‘82) kon SMI-2, zoals dit complex vanaf dan genoemd werd, reeds in gebruik genomen worden door de jongste leerlingen (de eerste van de humaniora en de lagere cyclus van de technische afdeling). Er waren 16 klassen, maar ook een keuken, 3 eetzalen, een PO-lokaal en een lokaal voor het koor Cantate Domino. In 1985 kon het auditorium in gebruik genomen worden en in 1993 een bijkomende boterhammenrefter op SMI-2. Een nieuw secretariaat en leraarszaal volgden in 2003 op SMI-1en in de 2de helft van dit decennium werden de nieuwe sportzalen en de nieuwe labo’s in gebruik genomen. Ook in het Sint-Jozefinstituut sloeg de bouwwoede toe: ook hier moest de kapel (maar ook een deel van het klooster) er aan geloven (1998-2000). De nieuwbouw zou als een rijpe vrucht in de schoot van de gefusioneerde basisschool SMI vallen (september 2000). De SMI-basisschool verhuisde immers naar de gebouwen van het SJI.
Ondertussen hadden zich ook enkele maatschappelijke of pedagogische vernieuwingen voltrokken : in 1989 verscheen het eenheidstype in de eerstes (met 3 graden in plaats van 2 cyclussen), in 1994 werd de humaniora gemengd, het leerkrachtenkorps nam toe en vervrouwelijkte (in september 2006 werd de eerste vrouw directeur), priester-leraars daarentegen verdwenen meer en meer (waren er in 1980 nog 7 priester-leraars, dan ging de laatste eind 2006 op pensioen).